# Подседлевич, Михаил Александрович
Михаи́л Алекса́ндрович Подседле́вич (22 ноября [4 декабря] 1863, Российская империя — 13 [26] апреля 1913, Репино, Усадская волость, Меленковский уезд, Владимирская губерния) — русский дворянин из рода Подседлевичей, Могилёвский вице-губернатор (1905—1907), муромский уездный предводитель дворянства (1898—1905), статский советник.

## Биография
Родился 22 ноября 1863 года в семье Александра Францевича Подседлевича и Александры Захаровны (урождённой Романкевич). Имел старшего брата Евгения (2.02.1862 - 11.04.1882) и младшего — Александра (1.11.1864 — ?).
С 1898 по 1905 год будучи в чине статского советника избирался муромским уездным предводителем дворянства.
С 11 ноября 1905 по 30 июня 1907 года находился в должности Могилёвского вице-губернатора.
Скончался 13 апреля 1913 года в своём имении Репинский Хутор в Меленковском уезде Владимирской губернии.

## Семья
- Жена — Варвара Дмитриевна (урождённая Булыгина)
  - Сын — Дмитрий Михайлович (13.11.1895 - 1964) был женат на Наталье Фёдоровне Брюховой (9.05.1896 - 1959) с которой имели сына Михаила (10.09.1922 - 20.01.1975).